# Pulsions cannibales
Pour plus de détails, voir Fiche technique et Distribution.
Pulsions cannibales (Apocalypse domani) est un film d'horreur italo-américain d’Antonio Margheriti, sorti en 1980.

## Synopsis
Dans la jungle vietnamienne, un commando de soldats américains s'y aventure pour sauver les derniers captifs détenus par les vietnamiens. Mais, en les libérant, le capitaine Hopper est sauvagement mordu par l'un des leurs, Charlie Bukowski.
De retour aux États-Unis, les anciens prisonniers sont placés dans un asile psychiatrique pour les vétérans de guerre. Lorsqu'il s'évade, Bukowski, toujours malade, est pris de violentes pulsions qui le poussent à mordre et dévorer ses semblables. Hopper découvre qu'il est atteint d'un mal étrange, un virus qui transforme les personnes en cannibales. Alors qu'il s'apprête à le traquer, Hopper comprend qu'il est lui-même infecté en raison de sa morsure. Il n'a plus beaucoup de temps avant de devenir à son tour un monstre avide de chair humaine.
L'épidémie se propage et les individus infectés commencent à s'en prendre à la population, plongeant New York dans le chaos, la peur et le cauchemar.

## Fiche technique
- Titre original : Apocalypse domani
- Titre français : Pulsions cannibales
- Réalisation : Antonio Margheriti
- Scénario : Dardano Sacchetti
- Montage : Giorgio Serrallonga
- Musique : Alexander Blonksteiner
- Photographie : Fernando Arribas
- Production : Maurizo et Sandro Amati
- Société de production : New Fida Organization et Jose Frade P.C.
- Société de distribution : Indipendenti Regionali
- Pays de production :  Italie,  États-Unis
- Langue originale : anglais
- Format : couleur
- Genre : horreur
- Durée : 96 minutes
- Dates de sortie : 
  - Italie : 4 août 1980
  - France : 10 novembre 1982
- Affiche : Vanni Tealdi (France)

## Distribution
- John Saxon : le capitaine Norman Hopper
- Tony King : Tom Thompson
- Giovanni Lombardo Radice : Charlie Bukowski
- Elizabeth Turner : Jane Hopper
- Cinzia De Carolis : Mary
- Wallace Wilkinson : le capitaine McCoy
- Ramiro Oliveros : le docteur Phil Mendez
- Renzo Marignano : le docteur Morris